# Miconia rivetii
Miconia rivetii là một loài thực vật có hoa trong họ Mua. Loài này được Danguy & Cherm. mô tả khoa học đầu tiên năm 1922.